# Diego José Navarro García de Valladares
Diego José Navarro García de Valladares, auch Diego José Navarro García Hidalgo oder Diego José Navarro (* 14. Februar 1708 in La Higuera, Huelva, Spanien; † 8. März 1784) war ein spanischer Kriegsrat, seit 1763 Ritter des Ordens von Santiago sowie 1771 und von 1777 bis 1782 Kapitan General von Kuba.

## Familie
Navarro García de Valladares war der Sohn von Diego Navarro, Intendant der Armee, und Rosa María García de Valladares. Er wurde am 14. Februar in der Pfarrkirche von San Sebastián getauft. Seine Eltern stammten aus den Familien wohlhabender Landbesitzer. Seine Großeltern väterlicherseits waren Alonso Navarro, Mitglied er Hermandad und Catalina Sánchez, die Großeltern mütterlicherseits waren der Bürgermeister Juan Hidalgo de Valladares und seine Isabel Rufo Rodríguez. Als die Mutter wenige Tage nach seiner Geburt starb, ging sein Vater nach Niebla. Navarro García de Valladares wuchs in der Obhut einer Krankenschwester und unter der Anleitung seines Onkels des Priesters Juan García de Valladares auf, der sich um seine Ausbildung kümmerte, bis er in die spanischen Armee eintrat.

## Militärische Laufbahn
Am 1. Januar 1732 trat Navarro García als Kadett seinen Dienst im Infanteriekorps der Guardias de Infantería Españolas an. Der Zugang zu diesen Elitetruppen war nur für Angehörige aus Familien zugänglich, die über gute Beziehungen zum Königshaus verfügten oder deren Familienmitglieder als Offizieren der Armee gedient hatten. Er wurde seit März 1738 stetig befördert. Im Dezember 1743 stieg er zum Unterleutnant, im August 1745 zum Leutnant und im August 1745 zum Oberleutnant auf. Anschließend erhielt er Dezember 1751 das Kommando über die Grenadiere und wurde schließlich im September 1754 zu Kapitän ernannt. In dieser Zeit war er unter anderem im Siebenjährigen Krieges und in weiteren Feldzügen eingesetzt. Er nahm unter anderem 1732 als Freiwilliger an der Oran-Expedition und am 25. Mai 1734 im italienischen Feldzug an der Schlacht von Bitondo teil. Hier wurde er verwundet und gefangen genommen. 1742 nahm er erneut am Krieg in Italien und im August 1762 im Krieg in Portugal an der Blockade und Belagerung von Almeida teil. Im April 1763 wurde er zum Infanterie-Brigadier und im November 1768 zum Hauptmann der Grenadiere des spanischen Infanterie-Garde-Regiments befördert. Im April 1770 erhielt er seine Beförderung zum Feldmarschall. 1775 nahm er als Kommandant des Reservekorps am Feldzug in Algier teil.

## Militärpolitische Karriere
1775 begann Navarro García seine politisch-militärische Karriere, als er im Oktober zum Gouverneur von Mataró ernannt wurde. Dieses Amt trat er jedoch nicht an, da ihn etwas später Regierung von Tarragona übertragen wurde. Hier blieb er nur für kurze Zeit, weil er im Oktober 1776 nach Amerika versetzt wurde, um dort Gouverneur und Generalkapitän von Kuba zu werden. Im Juni 1779 wurde er zum Generalleutnant befördert und blieb bis Ende 1781 auf Kuba. Anschließend wurde er zum Generalkapitän der Armee und der Provinz Extremadura ernannt. Im Juni 1782 erhielt er am Ende seiner langen Militärkarriere die Ernennung zum Kriegsrat, eine Position, die er bis zu seinem Tod am 8. März 1784 ausfüllte.
Navarro García war als Offizier der spanischen Kolonialarmee auch in Havanna eingesetzt. Durch Sites genannte Staatsubventionen erlebte Kuba in den 1770ern einen deutlichen Bevölkerungszuwachs. Es gab ein Flottenprogramm und 12.000 Mann zusätzliches Militär. Aus den USA wurden Nahrungsmittel nach Kuba geliefert. Der Marquis de la Torre wurde Generalkapitän Kubas, als die Kolonien Großbritanniens in Nordamerika gegen den König von England rebellierten. Dies verstärkte die Feindseligkeiten zwischen Madrid und London. Die Spanische Krone versuchte einen Kompromiss zwischen den Kriegsparteien herbeizuführen. In diesen unruhigen Zeiten wurde Navarro García de Valladares im Juni 1777 das Kommando in Kuba übergeben. Er musste sich der angespannten Situation stellen und schrieb am 11. März 1778 einen Brief an George Washington, in welchem er direkte Handelsbeziehungen zu Kuba anbot. Den Brief überbrachte Juan de Miralles, den Karl III. von Spanien zum Kontinentalkongress gesandt hatte, um die neue amerikanische Regierung zu beobachten. Juan de Miralles traf Washington bei einer Weihnachtsfeier in der damaligen Hauptstadt Philadelphia.
Bereits zuvor war er vom 14. August bis zum 18. November 1771 kurzzeitig Gouverneur von Kuba. Er verbot per Dekret im Jahr 1781 die Verwendung von Silber- und Goldmünzen in der Währung Macuquina.

## Aufnahme in den Santiagoorden
Im Jahr 1763 beantragte Navarro García de Valladares während seines Aufenthalts in Madrid die Aufnahme in den Orden von Santiago. Um dort aufgenommen zu werden, musste er einen makellosen Stammbaum vorlegen und zahlreichen Prüfungen absolvieren. Der Stammbaum musste bis zu seinen Urgroßeltern reichen und bis zum vierten Grad nachweisen, dass sie zum untadeligen Adel zählten. Ebenso musste die Reinheit des Blutes nachgewiesen werden, was insbesondere bedeutete, unter seinen Vorfahren durften sich keine Juden, Mauren oder Konvertiten befinden. Auch die Berufe der Vorfahren wurden überprüft und durften keine niederen Dienste enthalten. Keiner der Vorfahren durfte vom Tribunal des Heiligen Amtes der Inquisition verurteilt oder eines schwerwiegenden Verbrechens bezichtigt worden sein. Voraussetzung war ebenso eine kirchliche Taufe sowie die Fertigkeit ein Pferd zu halten und zu reitet oder ein Wappen zu führen. Da er all diese Voraussetzungen erfüllte, wurde der Titel Ritter des Ordens von Santiago verliehen.